# Ostrov (Chrudimi járás)
Ostrov település Csehországban, a Chrudimi járásban. Ostrov Chroustovice, Uhersko, Trusnov és Stradouň településekkel határos. Lakosainak száma 186 fő (2024. január 1.).

## Népesség
A település lakosságának változását az alábbi diagram mutatja:
| Lakosok száma | 353  | 355  | 346  | 265  | 214  | 224  | 219  | 205  | 193  | 186  |
|               | 1869 | 1900 | 1921 | 1961 | 1980 | 2011 | 2016 | 2019 | 2021 | 2024 |